# Blauer Weg

Streckenverlauf

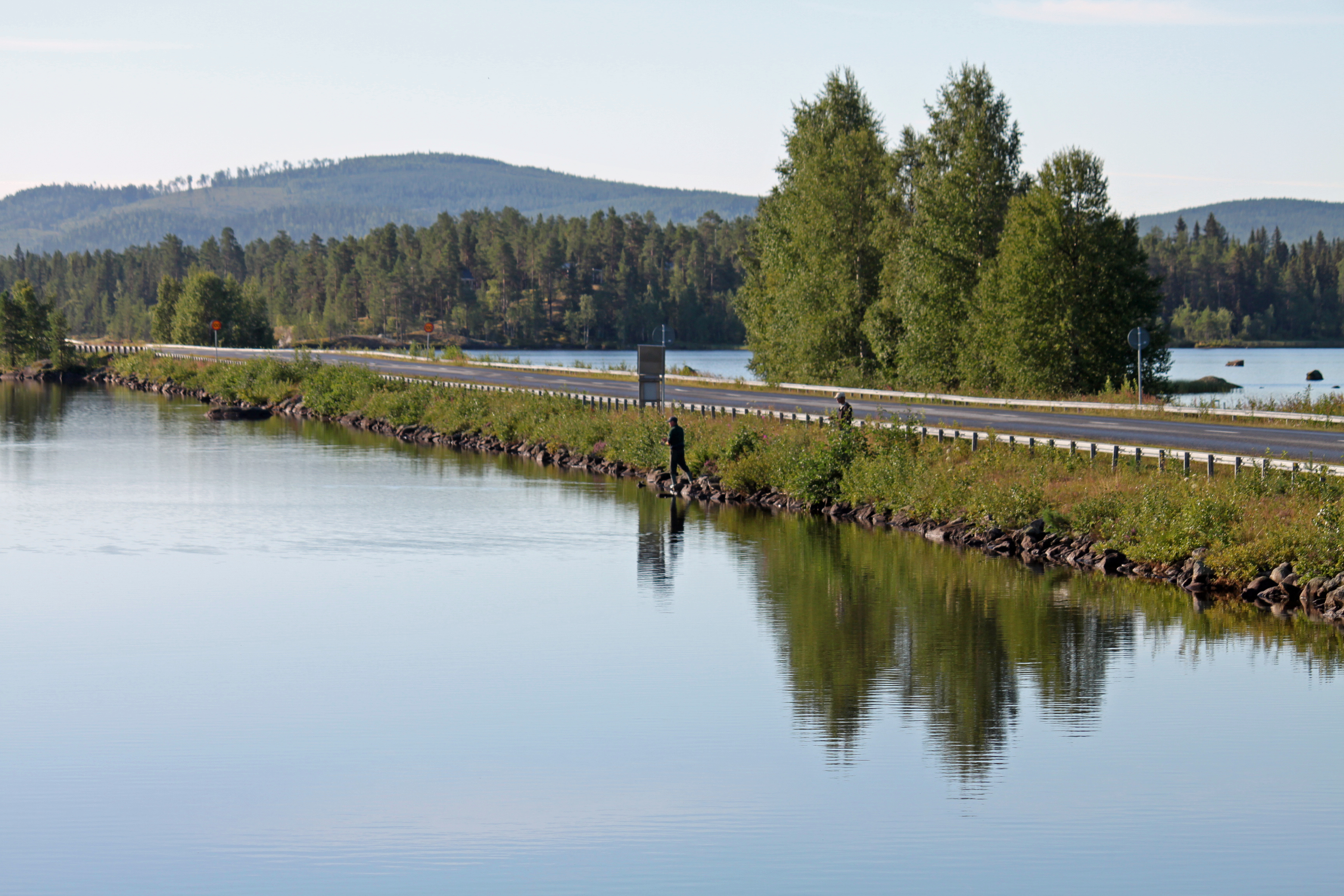
Blauer Weg in Kattisavan, Schweden

Der Blaue Weg (schwed. Blå Vägen, finn. Sininen tie, norw. Blå vegen, russ. Голубая дорога) ist eine 1.800 km lange Touristenstraße in Nordeuropa, die in west-östlicher Richtung von Norwegen über Schweden und Finnland nach Russland führt.

## Streckenverlauf
Die Strecke beginnt in Nesna am Atlantik in Norwegen. In Schweden führt sie durch das südliche Lappland und das südliche Västerbotten durch die Gemeinden Storuman, Lycksele, Vindeln, Vännäs und Umeå. Zwischen Umeå in Schweden und Vaasa in Finnland wird mit der Fähre Wasa Express über den Bottnischen Meerbusen übergesetzt. Nach der Durchquerung Mittelfinnlands führt die Straße beim Grenzübergang von Tohmajärvi nach Russland, wo sie über Petrosawodsk bis nach Pudosch verläuft.
Zwischen Mo i Rana in Norwegen und Laihia in Finnland ist die Straße identisch mit der Europastraße 12. Zwischen Mo i Rana und Umeå verkehrte bis 2016 auch eine Buslinie, die nach der Touristenstraße benannt war und ihrem Streckenverlauf folgte. Auch der Konstvägen folgt teilweise dem Blauen Weg.
Der Grenzübergang nach Russland Niirala (Tohmajärvi) / Vyartsilya (Straße 9 / A130) wurde 1990 eröffnet. Im Jahr 2000 erweiterte man die Strecke bis Pudosch.

## Sehenswürdigkeiten
| Land     | Region            | Sehenswürdigkeiten |
| -------- | ----------------- | --- |
| Norwegen | Nordland          | Atlantischer Ozean Mo i Rana, eine Stadt in der Kommune Rana, die nur wenige Kilometer südlich des nördlichen Polarkreises liegt Svartisen, der zweitgrößte Gletscher Norwegens |
| Schweden | Västerbottens län | Storuman, Wintersportzentren Hemavan und Tärnaby, Botanischer Garten zur Gebirgsflora, Naturreservat Vindelfjällen, Kirche von Stensele (Schwedens größte Holzkirche) Lycksele, Forstmuseum Skogsmuseet und Djurpark (Schwedens nördlichster Tierpark) Umeå, die größte Stadt Norrlands – liegt an der Mündung des Flusses Ume älv am Bottnischen Meerbusen |
| Finnland | Österbotten       | Vaasa, westfinnische Hafenstadt am Bottnischen Meerbusen Kvarken, auf die Welterbe-Liste der UNESCO Die Brücke nach Replot, die längste Hängebrücke in Finnland |
| Finnland | Südösterbotten    | Alajärvi, im Zentrum von Alajärvi kann man den ganzen Bogen des Lebenswerks von Alvar Aalto verfolgen |
| Finnland | Mittelfinnland    | Huopanankoski-Stromschnellen, beliebte Forellenstromschnellen in Viitasaari |
| Finnland | Nordsavo          | Finnische Seenplatte, die größte Seenplatte Europas Pachthof Lepikko (Lepikon torppa auf Finnisch), Urho Kekkonen, Präsident Finlands, wurde im Pachthof Lepikko in Pielavesi geboren Kolukanal in Tervo, Finnlands längster Kanal Korkeakoski in Maaninka, mit 46 Metern der höchste Wasserfall Finnlands Kuopio, die achtgrößte Stadt des Landes und die größte Stadt Ostfinnlands, Stadt ist Verwaltungssitz der Landschaft Nordsavo, das Zentrum liegt auf einer Halbinsel am Kallavesi-See, Puijo in Kuopio, der 75 m hohe Puijo-Turm auf der bewaldeten Puijo-Höhe, das Puijo-Sportzentrum mit der Puijo-Schanzen, Naturreservat Die Heinävesi-Kanalroute von Kuopio nach Savonlinna, eine der schönsten Schiffsrouten Finnlands Tahko, der Berg Tahko (Tahkovuori) mit dem Skisportzentrum – das viertgrößte Skisportzentrum Finnlands Ohtaansalmi, Grenzstein (Frieden von Teusina, 1595) in Tuusniemi |
| Finnland | Nordkarelien      | Finnische Seenplatte, die größte Seenplatte Europas Mine Museum von Outokumpu in Outokumpu Joensuu, mit Abstand größte Stadt der Landschaft Nordkarelien; das Stadtzentrum befindet sich an der Mündung des Flusses Pielisjoki in den Pyhäselkä-See, der Teil des Saimaa-Seensystems ist |
| Russland | Republik Karelien | Ladogasee, größter See Europas Kloster Walaam, ein stauropegisch-orthodoxes; es liegt auf der Insel Walaam im Ladogasee Petrozavodsk, die Hauptstadt der Republik Karelien, Russland Kischi, gehört zum UNESCO-Weltkulturerbe Onegasee, der zweitgrößte See in Europa Kondopoga, Marzialnyje Wody – der erste Kurort in Russland, der Wasserfall Kivach und das Naturschutzgebiet Kivach Medweschjegorsk, die kriegshistorische Sehenswürdigkeiten, die Massengräber in Sandarmokh („Großen Säuberung“, 1936 bis 1938 in der Sowjetunion), Weißmeer-Ostsee-Kanal (Stalin-Kanal) Pudosch, der Wodlosero-Nationalpark, die Onega-Petroglyphen |

## Galerie

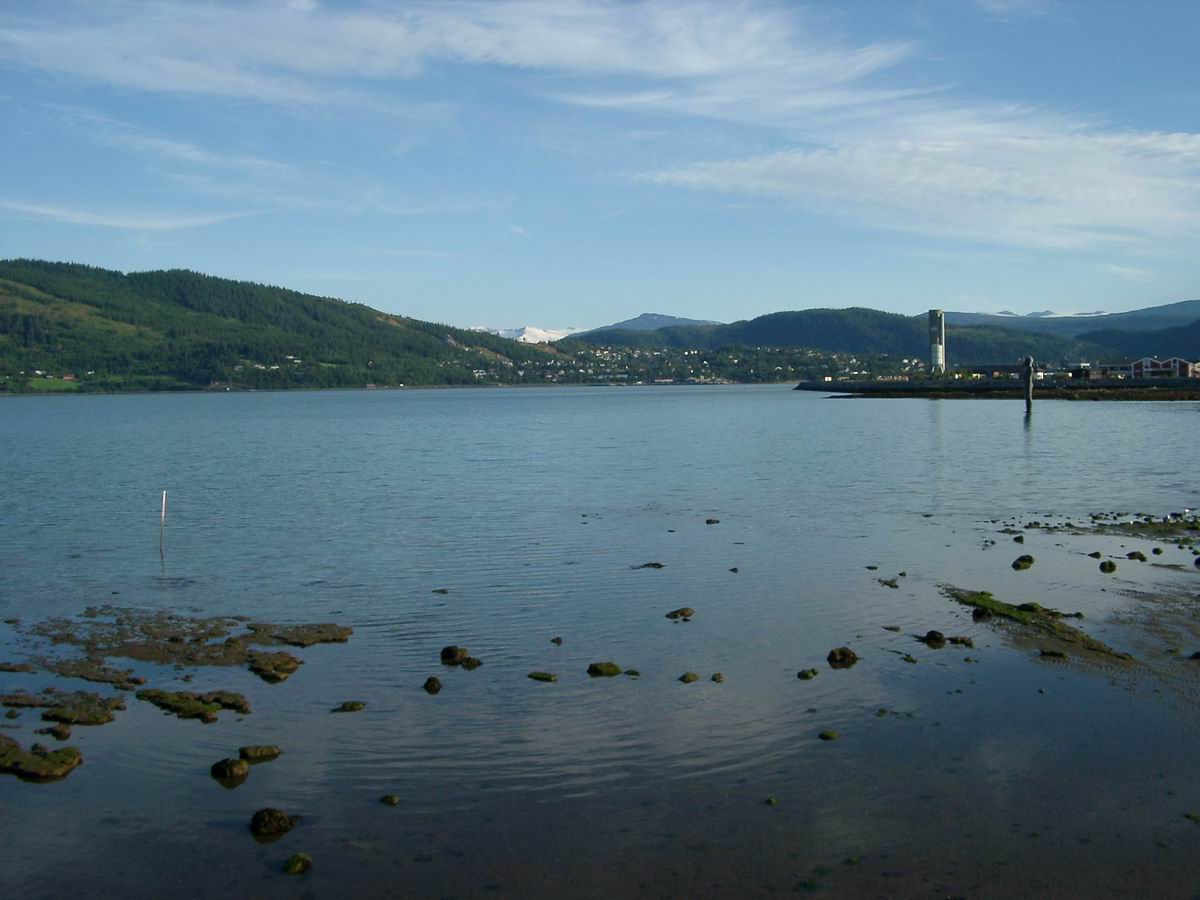
Mo i Rana, Norwegen
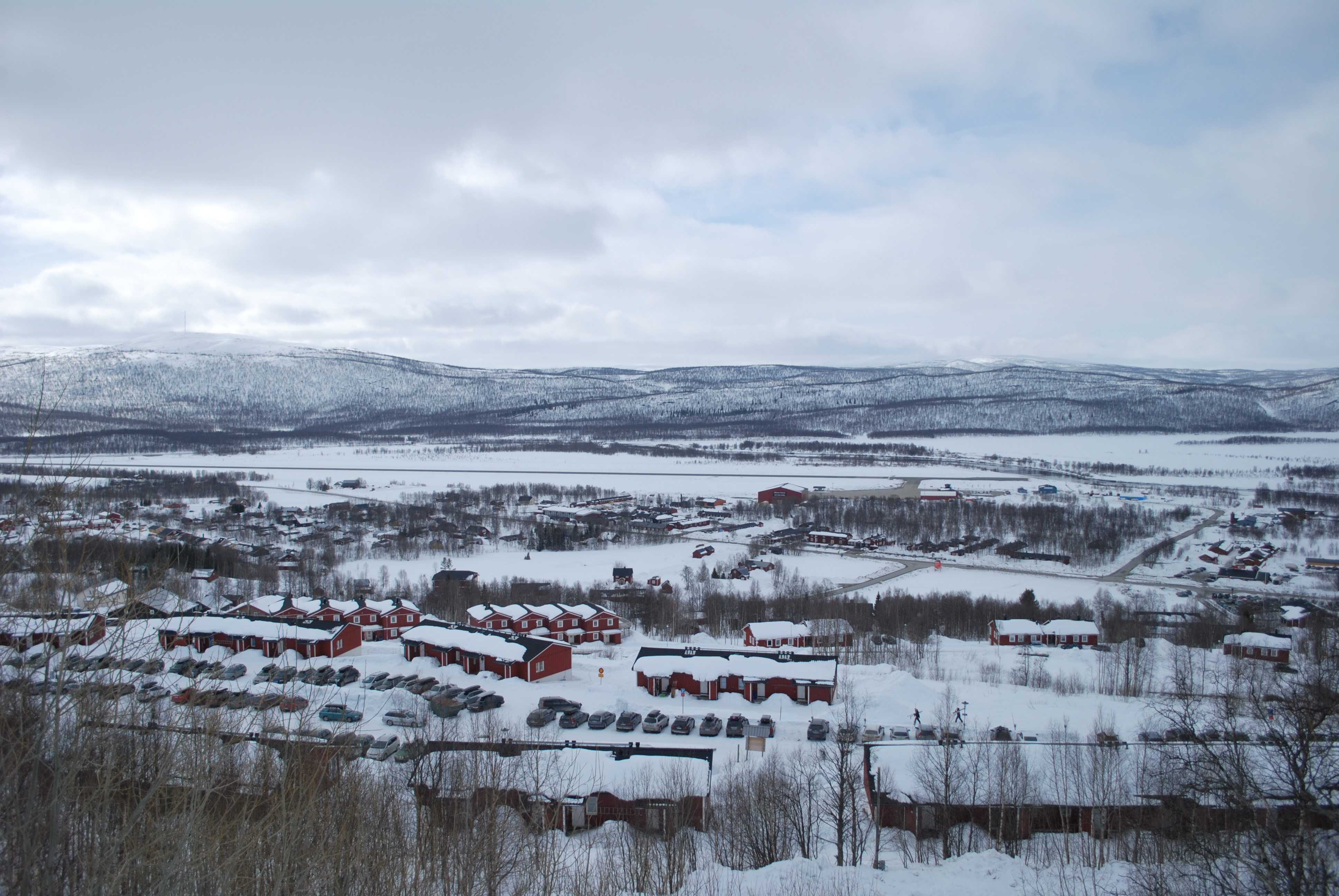
Hemavan, Schweden
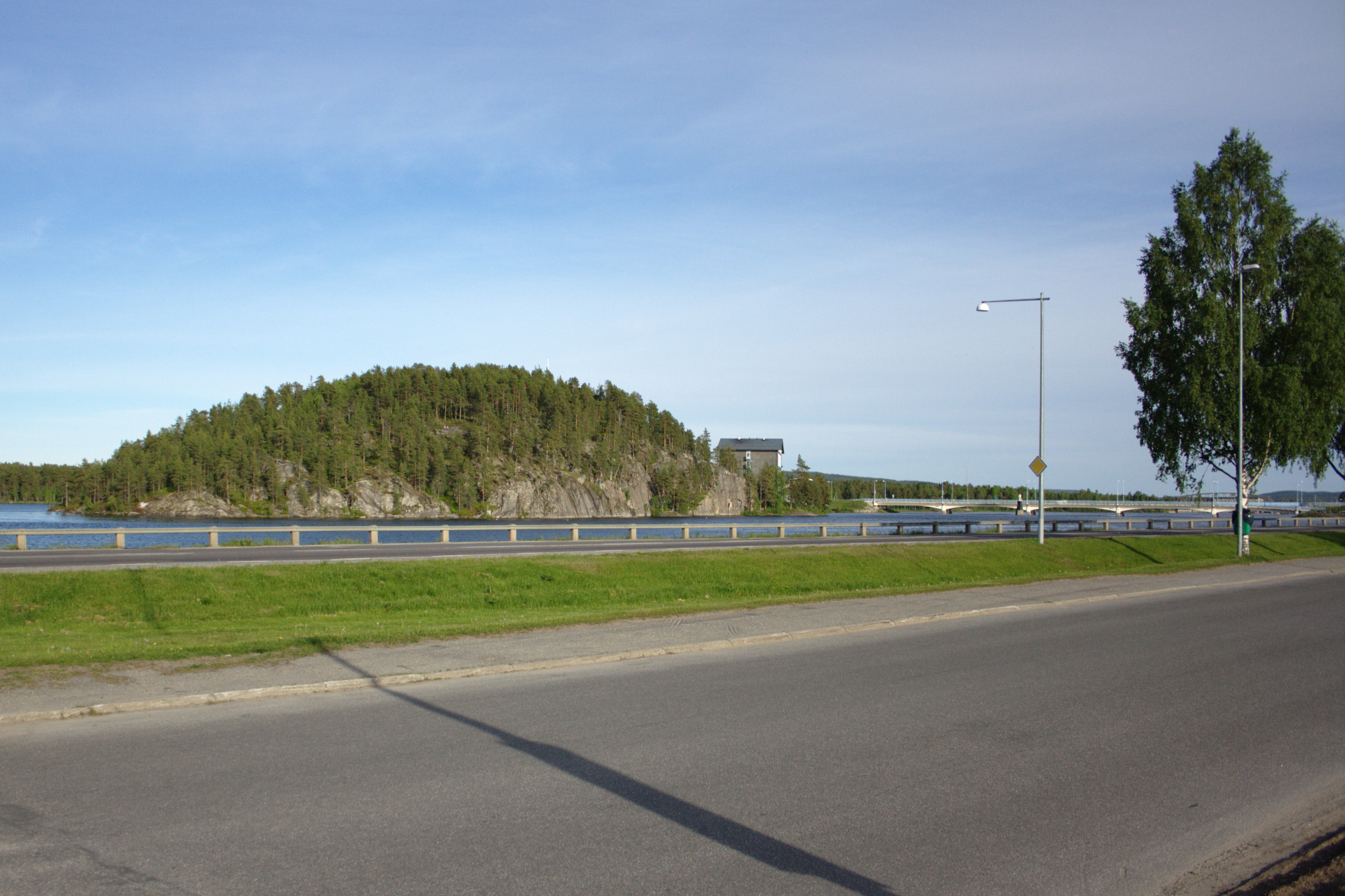
Lycksele, Schweden
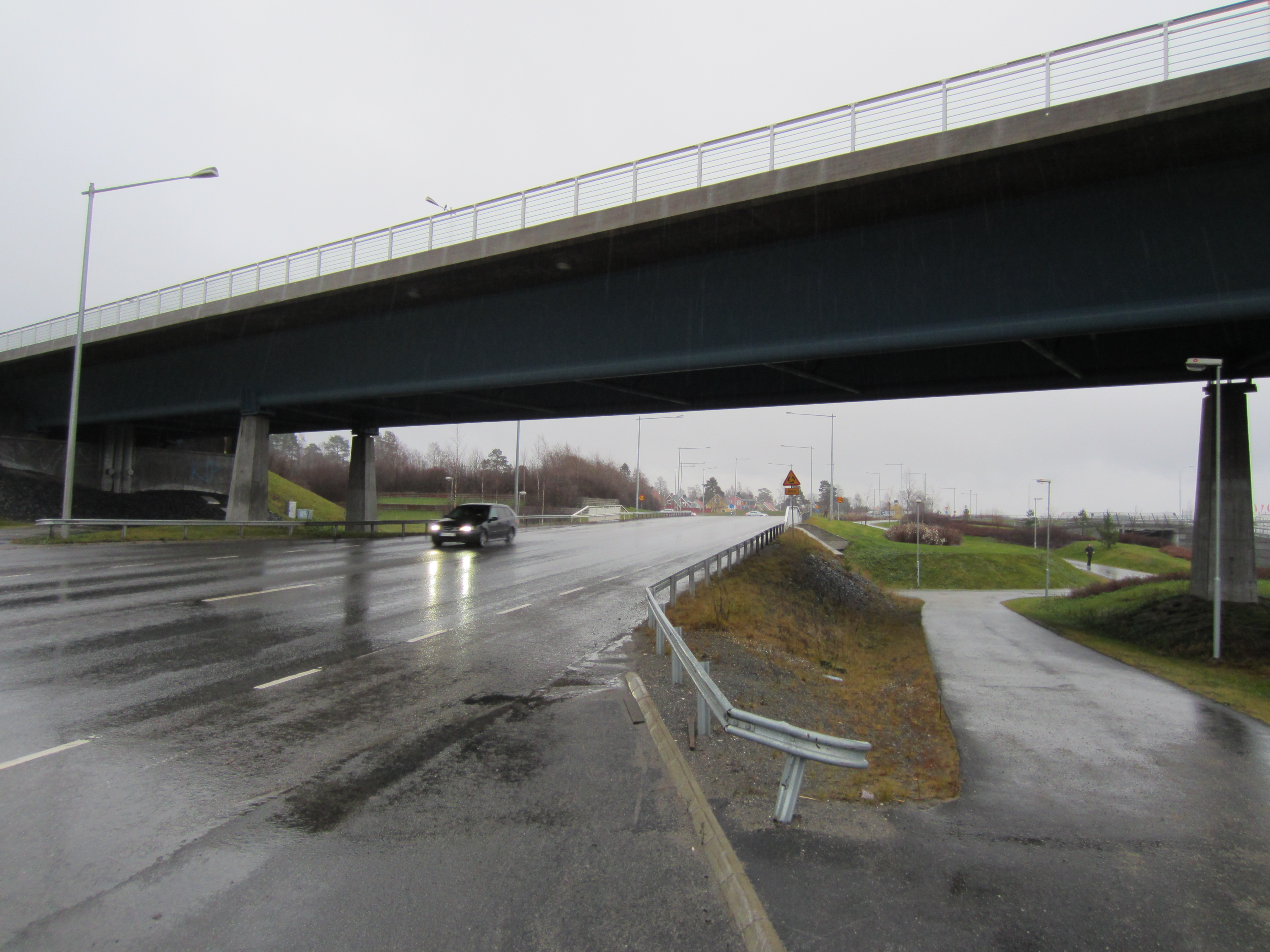
Umeå, Schweden
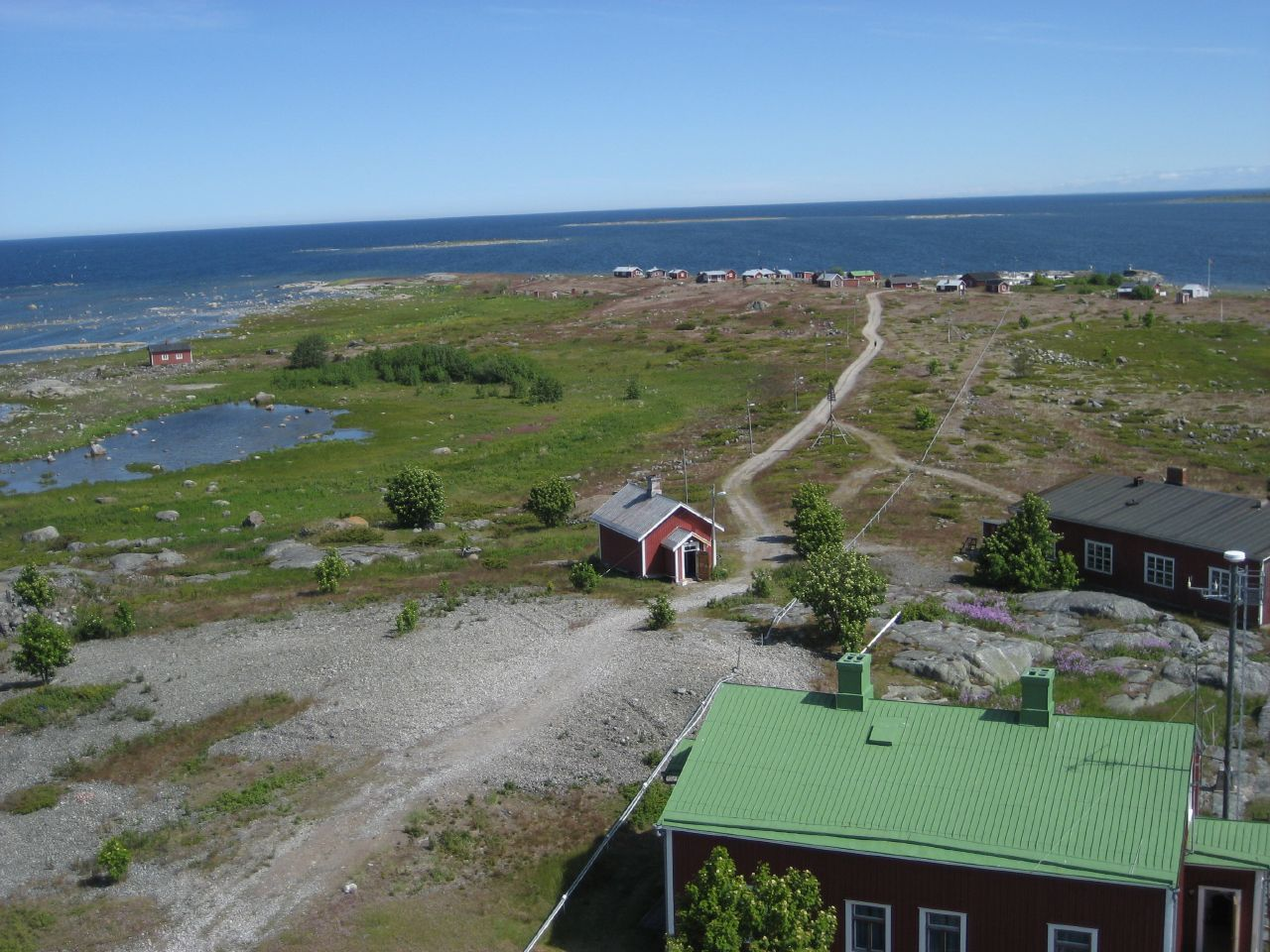
Kvarken, Finnland
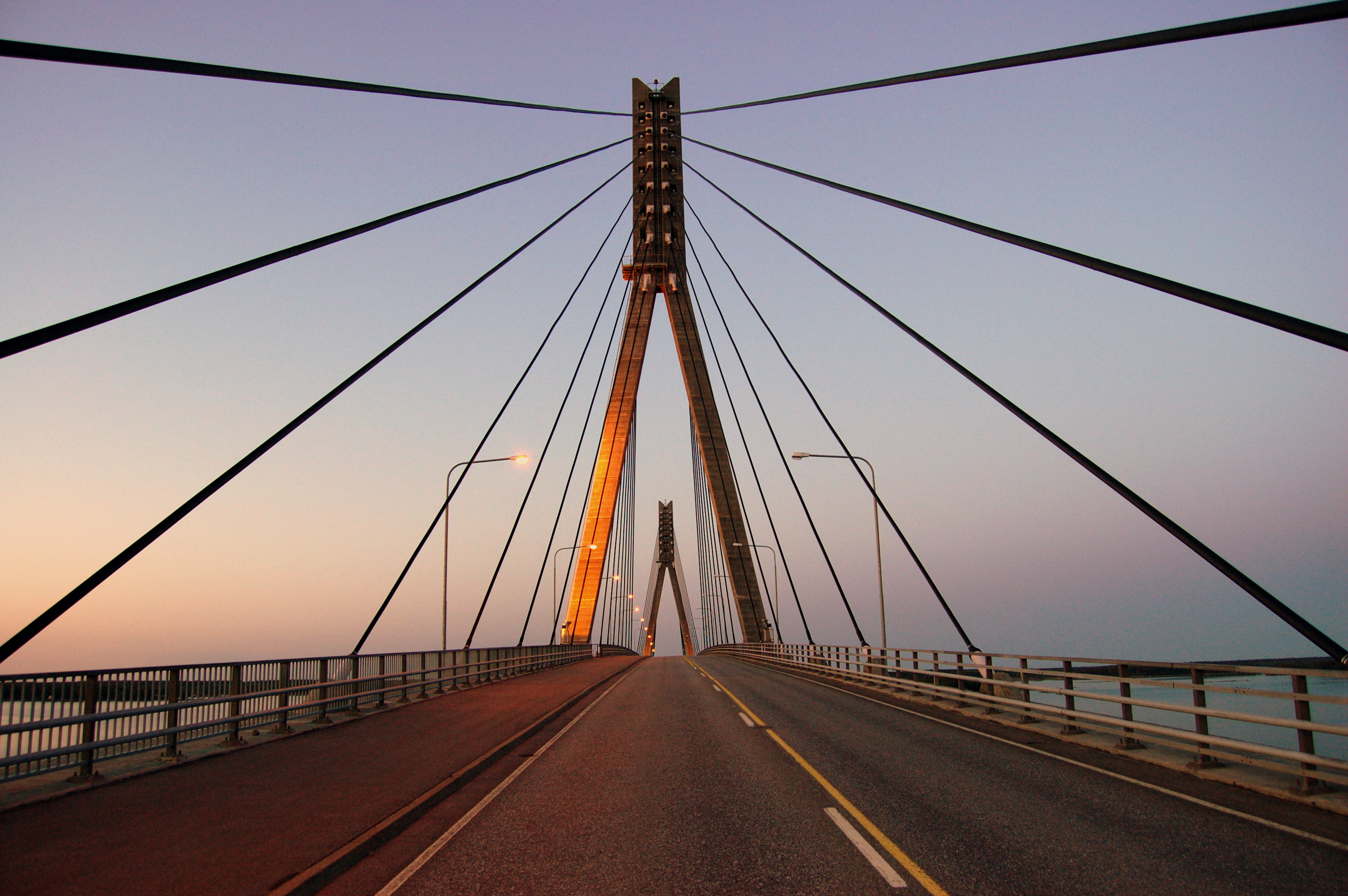
Korsholm, Finnland
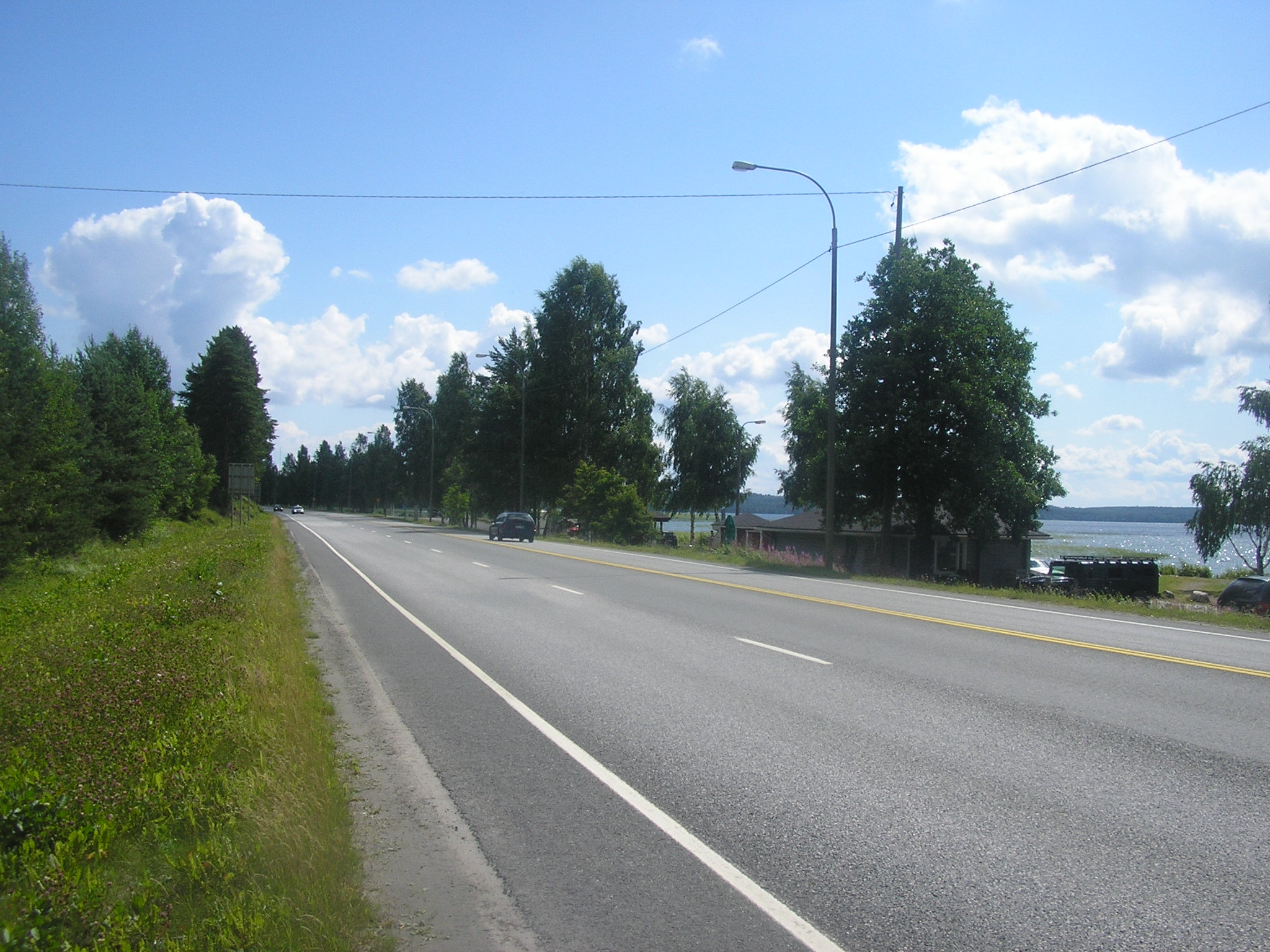
Liperi, Finnland
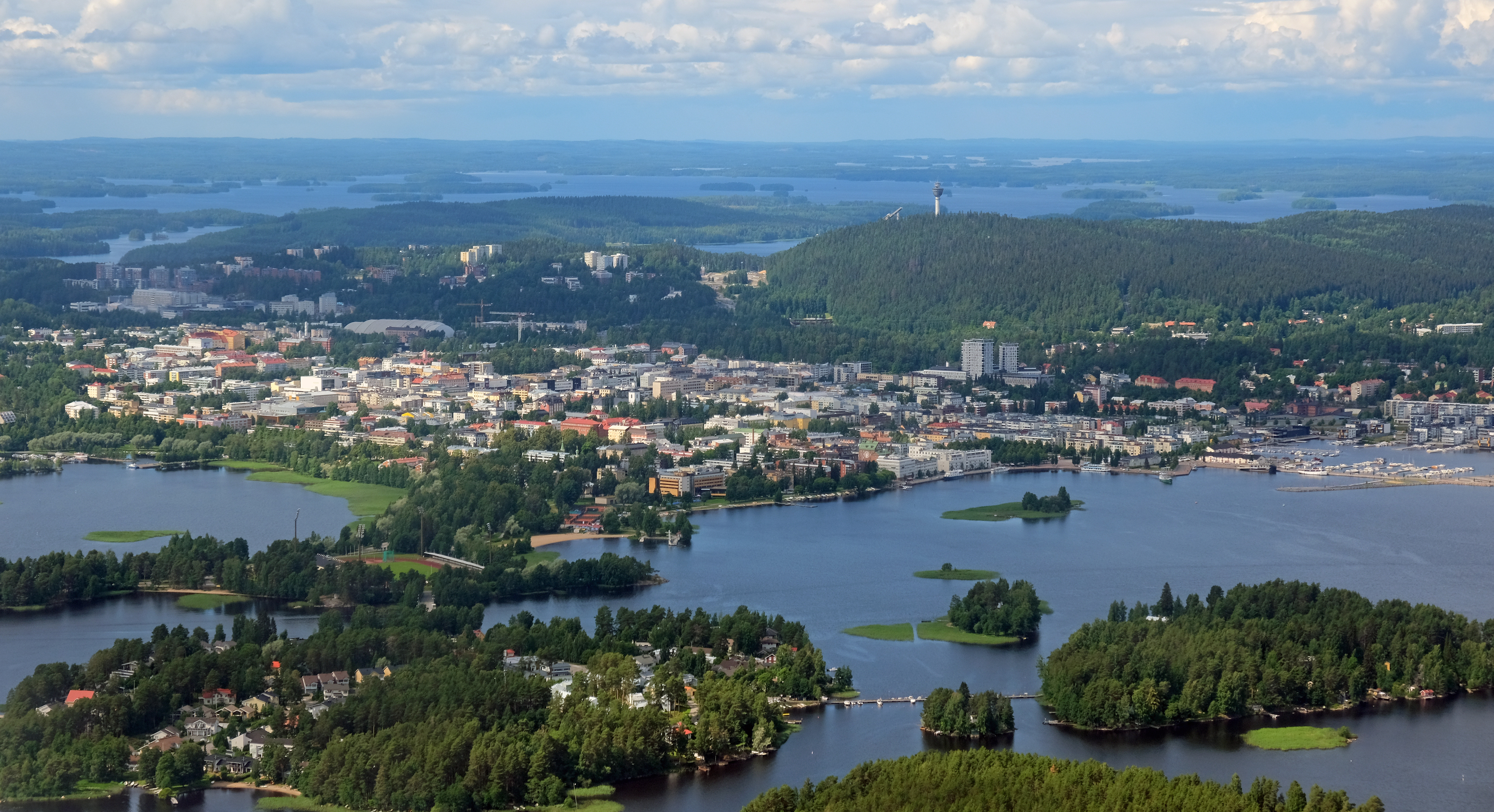
Kuopio, Finnland
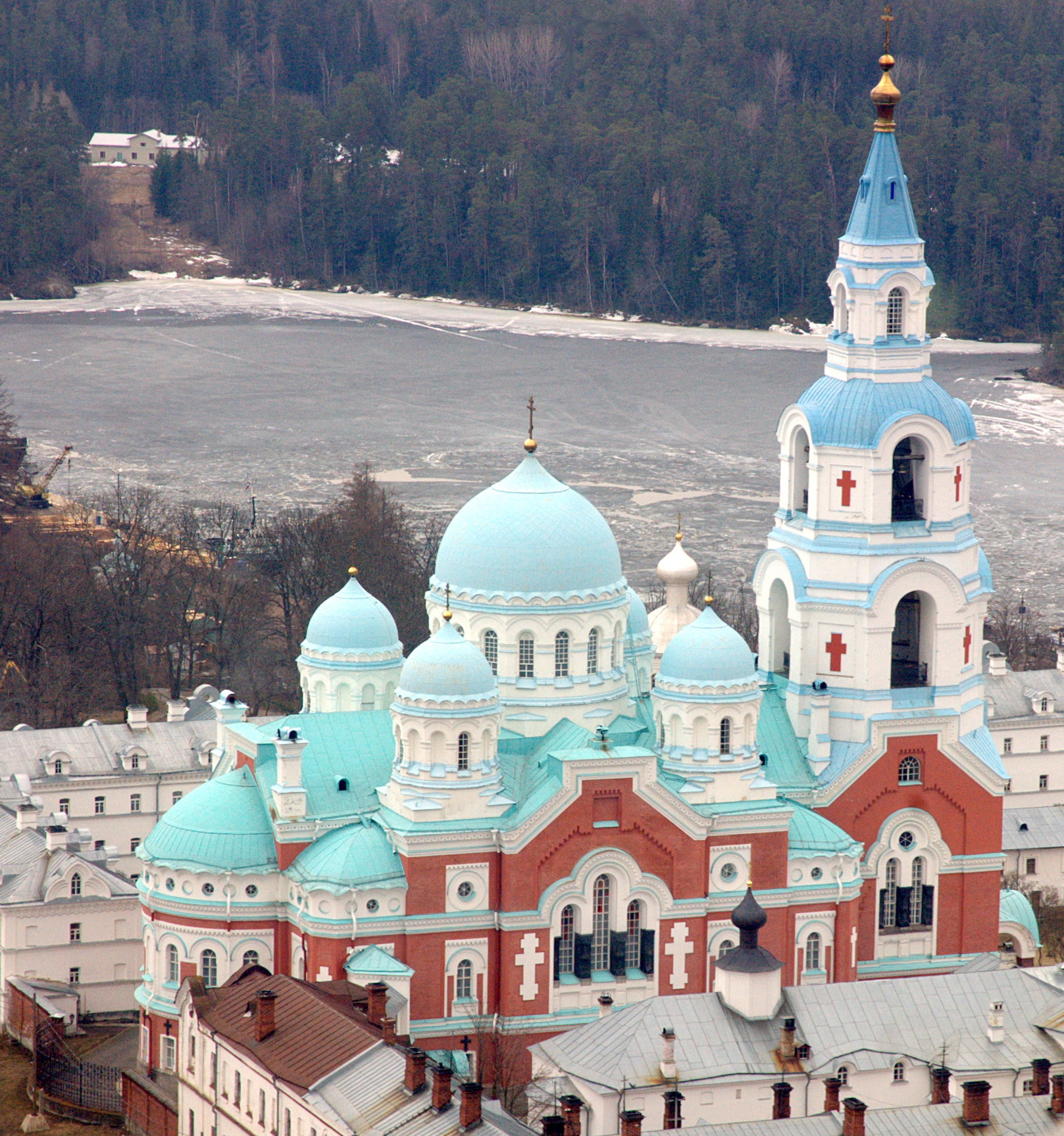
Kloster Walaam, Russland
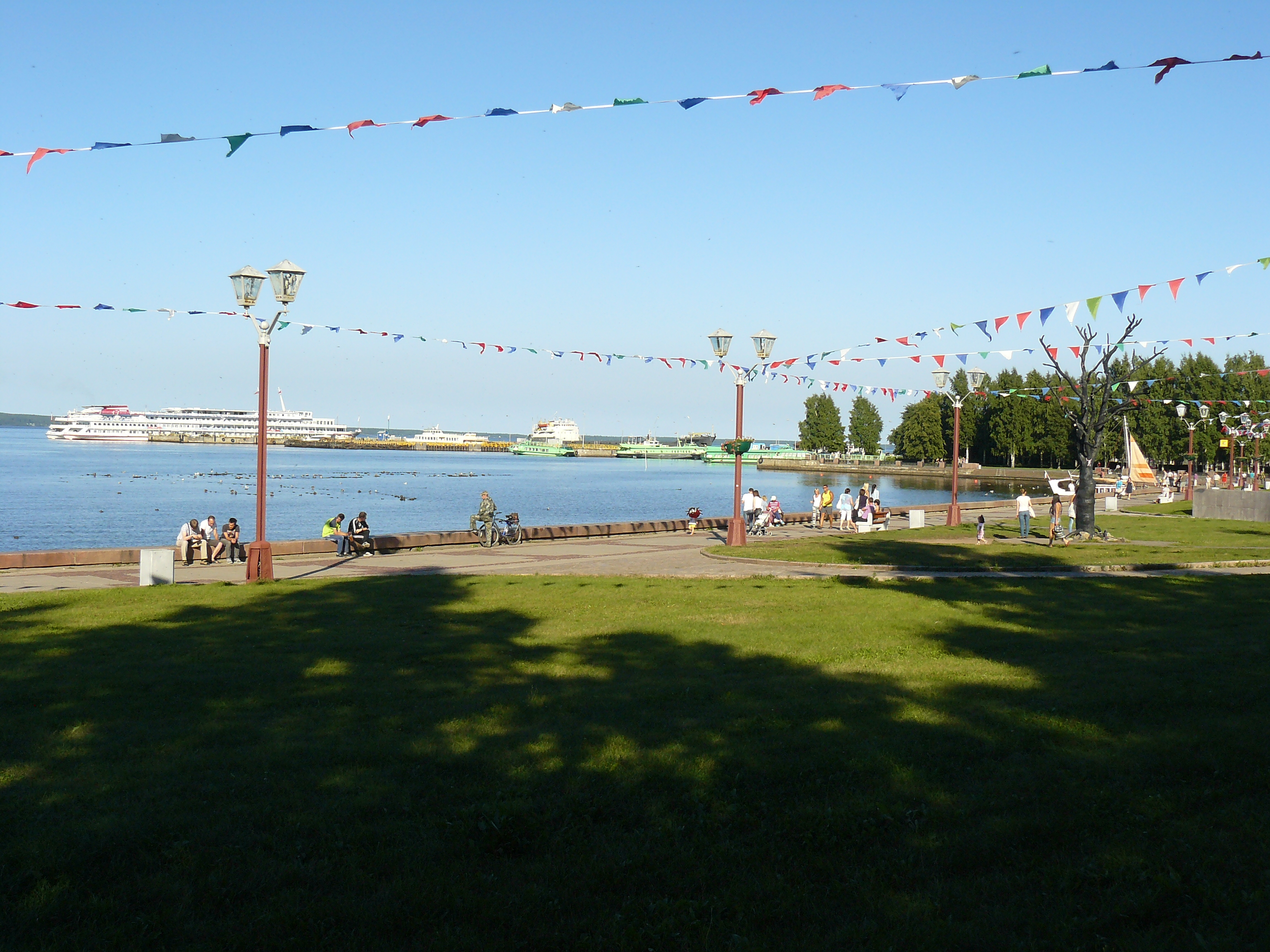
Petrozavodsk, Russland
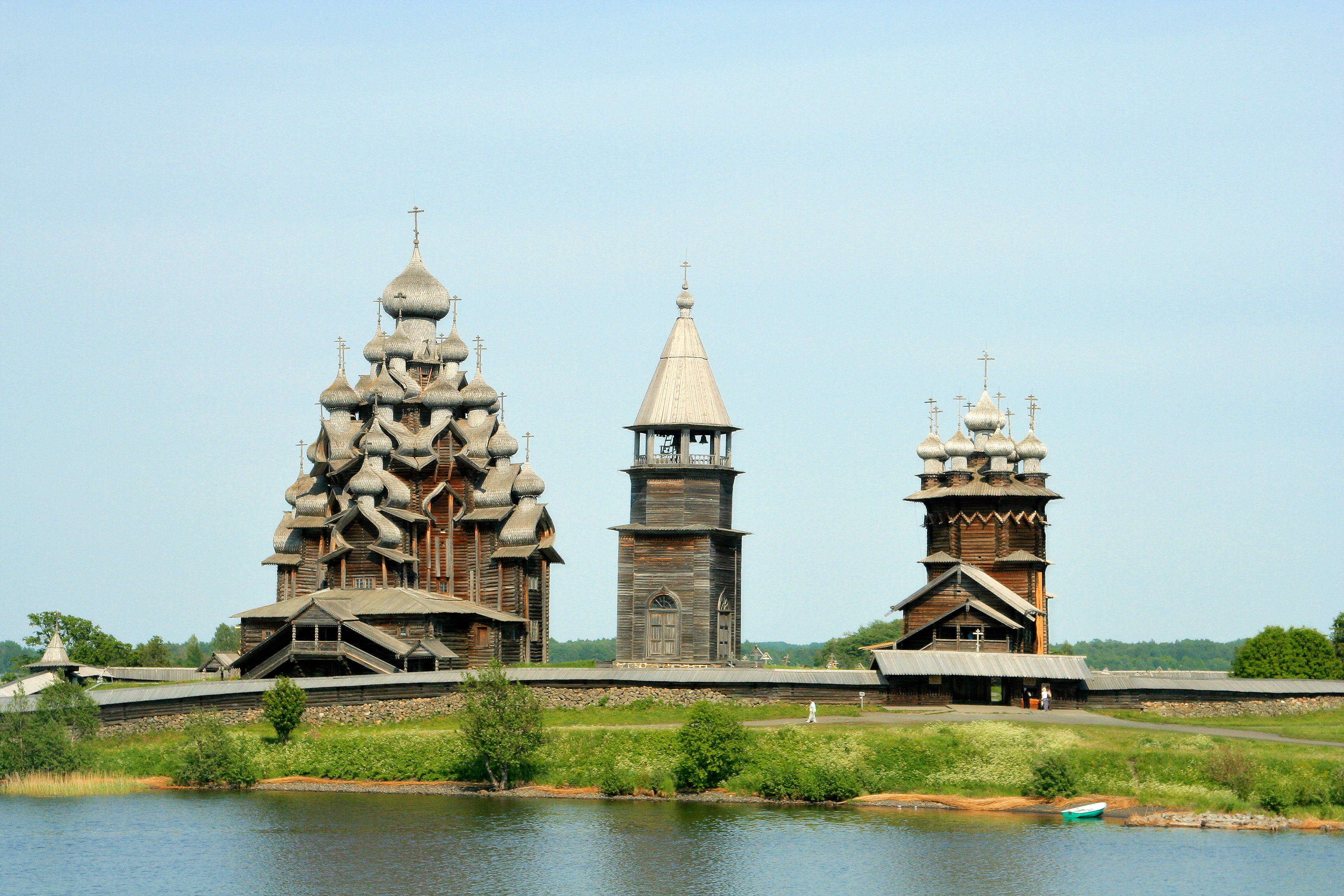
Kischi, Russland